# Эрвин Кёниг
Эрвин Кёниг (он же Хайнц Торвальд) — гипотетический снайпер Третьего рейха. Стал известен благодаря снайперской дуэли с одним из самых результативных советских снайперов Василием Зайцевым в Сталинграде, описанной последним в своих мемуарах (единственный источник). По словам Зайцева, он узнал о присланном в город начальнике снайперской школы Цоссена штандартенфюрере СС Хайнце Торвальде, законспирированном под майора Кёнига, которого после уничтожил.

## Рассказ Зайцева
В автобиографии «Записки снайпера» Василий Зайцев пишет о начальнике берлинской школы снайперов, присланном в Сталинград для уничтожения Зайцева. В книге подробно описана снайперская дуэль между двумя противниками. По версии Зайцева, в один из дней противостояния, он вычислил расположение Кёнига, прячущегося за железным листом, окружённым битым кирпичом, на нейтральной полосе между советскими и немецкими позициями. Со своим товарищем Куликовым Зайцев подготовил приманку для немецкого снайпера. Куликов сделал «слепой выстрел», после чего они стали ждать, пока солнце перестанет светить в лицо, чтобы блеск оптики не выдал позицию. После того как солнце оставило советских солдат в тени, Куликов приподнял каску, после чего последовал выстрел. Немец, думая, что поразил цель, немного приподнялся, а Зайцев выстрелом убил его.

## Сомнения в существовании
Историк Франк Эллис в книге «Сталинградский котёл» ставит под сомнение существование снайпера Эрвина Кёнига. Во-первых, нет источников, подтверждающих его существование, а также в конце 1942 года — начале 1943 года в Берлине попросту не было снайперской школы. Во-вторых, Эллис отмечает, что ни в одном советском источнике нет точной даты снайперской дуэли, хотя Зайцев в своих воспоминаниях обычно приводит конкретные даты событий. Также Эллис находит нестыковку в расположении позиций Кёнига: если солнце светило ему в лицо вечером, то он должен был быть обращён лицом к западу, где находились немецкие, а не советские позиции. Также он сомневается, что опытный снайпер мог допустить такую ошибку, подставив стекло оптического прицела под солнечные лучи. Между тем, Эллис не отрицает, что в тот день Зайцев мог уничтожить любого другого немецкого снайпера, но ставит под сомнение его исключительность.

## В культуре
Снайперская дуэль между Зайцевым и Кёнигом стала центральной сюжетной линией в художественном фильме 2001 года «Враг у ворот», роль Василия Зайцева исполнил Джуд Лоу, а его противника сыграл Эд Харрис.